# Paweł Rawa

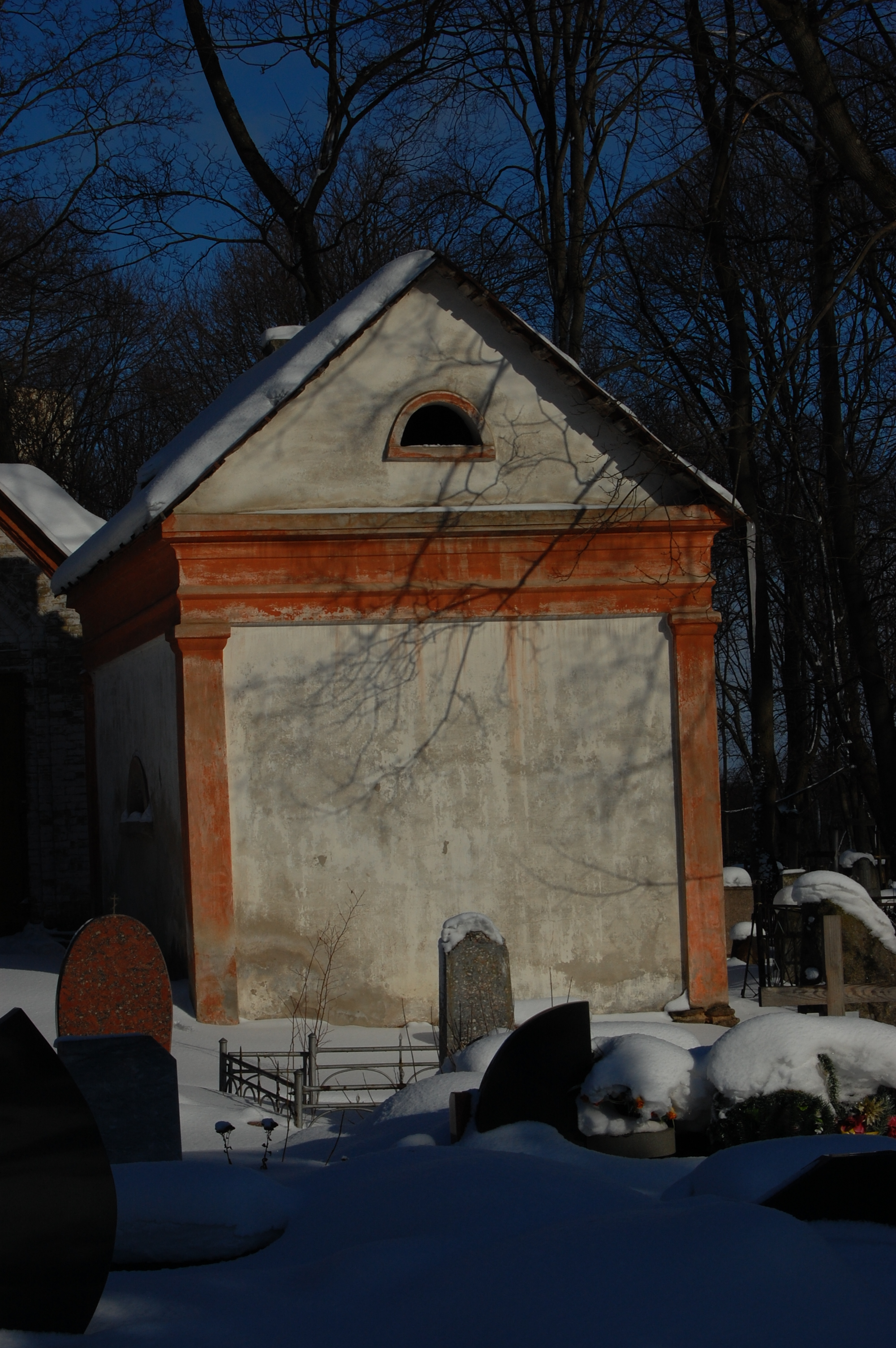
Kaplica grobowa Pawła Rawy na Cmentarzu Kalwaryjskim w Mińsku

Paweł Rawa (ur. 1770 w Białostockiem, zm. na początku 1859) – prałat miński, administrator diecezji mińskiej w latach 1839–1853.
Kształcił się kolejno w Grodnie, w kolegium jezuitów w Połocku, wreszcie w seminarium w Śmiłowiczach. Po wyświęceniu na kapłana pełnił m.in. posługę kapelana arcybiskupa mohylewskiego Stanisława Siestrzeńcewicza. 
Jako prałat miński w latach 1839–1853, po śmierci biskupa Mateusza Lipskiego, rządził diecezją mińską. Po kasacie unii w 1839 roku Rawa zawarł umowę z byłym biskupem unickim, później prawosławnym – Antonim Zubko. Na mocy tej umowy wszyscy katolicy obrządku łacińskiego, których rodzice należeli do obrządku greckiego od 1798 roku, powinni być uważani za prawosławnych. Rząd carski uznał tę umowę za wielką zasługę, dlatego Paweł Rawa stał się, z punktu widzenia władz, „godnym kandydatem” na biskupa mińskiego. Pozostawał jednak nominatem, bowiem Stolica Apostolska została szczegółowo poinformowana o umowie z biskupem prawosławnym i nie chciała go kanonicznie zatwierdzić.

W okresie rządów Rawy miała miejsce kasata majątków kościelnych, zarówno klasztornych, jak i parafialnych. Historyk stosunków kościelnych Stolicy Apostolskiej z Rosją, Adrien Boudou, krytycznie oceniał Rawę, pisząc: 

starzec zgrzybiały, pozbawiony inteligencji i charakteru.

 Zdaniem wrogo nastawionego do Kościoła katolickiego, wielce wpływowego w tym czasie, prawosławnego biskupa Josifa Siemaszki, Rawa to 

poczciwy starzec zdaje się będzie nieszkodliwy, o ile tylko, biorąc pod uwagę jego lata, nie wpadnie w złe ręce.